# Jean Fritz
Jean Fritz, född 16 november 1915 i Hankou i Wuhan i Hubei i Kina, död 14 maj 2017 i Sleepy Hollow i New York, var en amerikansk barnboksförfattare. Hon växte upp som enda barnet hos sina missionärsföräldrar i Kina. Hennes första publicerade bok var The Cabin Faced West. Hon skrev ofta västernhistorier och berättelser om det gamla Amerika då hennes far berättade mest sådana historier för henne som barn. Hennes livsverk för barn premierades med Laura Ingalls Wilder Medal 1986.